# Rhodococcus fascians
Espèce
Rhodococcus fascians est une espèce de Bacillati de la famille des Nocardiaceae.
Cette bactérie phytopathogène attaque de nombreuses espèces de plantes dicotylédones et monocotylédones chez lesquelles elle provoque des malformations de croissance, telles que des galles feuillées et des fasciations (formation de tiges accolées). Elle est responsable notamment de la « maladie du chou-fleur » du fraisier, en interaction avec un nématode, Aphelenchoides ritzemabosi.

## Taxonomie
Le nom correct complet (avec auteur) de ce taxon est Rhodococcus fascians (Tilford 1936) Goodfellow 1984.
Ce taxon porte en français les noms vernaculaires ou normalisés suivants : chou-fleur du fraisier, fasciation des plantes ornementales, frisée du fraisier, gale foliaire des plantes ornementales.

### Étymologie
L'épithète spécifique, « fascians », est un terme latin (participe présent de fascĭo, -are), signifiant « liant, attachant ».

### Synonymes
Selon la base  taxonomique LPSN, Rhodococcus fascians a pour synonymes :  
- Corynebacterium fascians (Tilford 1936) Dowson 1942 (basionyme).
- Phytomonas fascians Tilford 1936
- Rhodococcoides fascians (Tilford 1936) Val-Calvo & Vazquez-Boland 2023
- Rhodococcus luteus (ex Söhngen 1913) Nesterenko et al. 1982. Hétérotypique synonyme.

La base NBCI ajoute trois autres synonymes qui ont été publiés  :
- Bacterium fascians (Tilford 1936) Lacey 1939[7]
- Mycobacterium luteum Sohngen 1913
- Pseudobacterium fasciens [sic] (Tilford 1936) Krasil'nikov 1949. Hétérotypique synonyme.

## Distribution
L'aire de répartition de cette bactérie couvre l'Amérique du Nord, la plus grande partie de l'Europe et la Russie (y compris l'Extrême-Orient russe), l'Inde, l'Iran, l'Égypte, ainsi que l'Australie et la Nouvelle-Zélande.